# در آشپزخانه شما
در آشپزخانه شما (به تامیلی: Un Samayal Arayil) و (به انگلیسی: In your kitchen) فیلمی هندی محصول سال ۲۰۱۴ و به کارگردانی پراکاش راج است. در این فیلم بازیگرانی همچون پراکاش راج، سنها، اورواشی، سانچاری ویجای و تامبی رامایاش ایفای نقش کرده‌اند.